# Rheinberg
Rheinberg è una città di 30 863 abitanti della Renania Settentrionale-Vestfalia, in Germania.
Appartiene al distretto governativo (Regierungsbezirk) di Düsseldorf e al circondario (Kreis) di Wesel (targa WES).
Rheinberg si fregia del titolo di "Media città di circondario" (Mittlere kreisangehörige Stadt).

## Amministrazione

### Gemellaggi
- Hohenstein-Ernstthal, Sassonia, Germania, dal 1990
- Montreuil-sur-Mer, Francia, dal 1993